# Yeshivá de Telshe
La Yeshivá de Telshe (en yidis: טעלזער ישיבה ), también llamada yeshivá de Telz, es una yeshivá originaria de Europa Oriental, que fue fundada en la ciudad lituana de Telšiai. Después de la Segunda Guerra Mundial, la yeshivá se trasladó a Wickliffe, Ohio, en los Estados Unidos, y ahora es conocida como el Colegio Rabínico de Telshe, (en inglés: Rabbinical College of Telshe ).

## Introducción
La Yeshivá de Telshe ubicada en Ohio, es una de las instituciones ultraortodoxas más prominentes para el estudio de la Torá en los Estados Unidos, y está experimentando una afluencia de estudiantes procedentes de todo el país. La yeshivá de Telshe, es una organización sin ánimo de lucro, y está acreditada por la Asociación de Escuelas Rabínicas Talmúdicas Avanzadas. La yeshivá tiene un departamento de estudios seculares, que otorga un diploma de escuela secundaria. Actualmente, el Rabino Dovid Goldberg es el director de la yeshivá.

## Ubicación de la yeshivá

### Rama de la yeshivá ubicada en Chicago
La Yeshivá de Telshe en Chicago, también llamada Telz Chicago, es una academia talmúdica y rabínica ubicada en la ciudad de Chicago, en el Estado de Illinois, en los Estados Unidos. En el año 1960, el Rabino Chaim Mordechai Katz, el director de la Yeshivá de Telshe en Cleveland, Ohio, estableció una rama de la yeshivá en Chicago. Telz Chicago es una institución dedicada al estudio de la Halajá y del Talmud babilónico. La yeshivá sigue el principio de que el pueblo judío solo puede sobrevivir mediante el estudio y el conocimiento de la Torá y el Talmud. Su propósito es formar a los estudiantes e inculcarles unos valores basados en la Torá, así como capacitarlos para participar en sus respectivas comunidades como líderes y miembros activos a todos los niveles. A petición de los miembros de la comunidad judía de Chicago, los cuales querían una yeshivá de estilo y tradición lituana, el Rabino Chaim Mordechai Katz eligió a un grupo de estudiantes, liderado por los Rabinos Avrohom C. Levin y Chaim Schmelzer, para inaugurar y abrir una rama de la Yeshivá de Telshe, en la ciudad de Chicago. El Rabino Chaim D. Keller se les unió un año más tarde.

### Rama de la yeshivá ubicada en el Bronx
La yeshivá tiene un centro de estudio en Riverdale, en el Bronx, un distrito (borough) de la ciudad de Nueva York. El centro se llama Yeshiva of Telshe Alumni.

### Rama de la yeshivá ubicada en Ohio
En la parte noreste de Ohio se ubica un colegio rabínico, llamado Telshe Yeshiva. Se trata de una institución ultraortodoxa, dedicada al estudio del Talmud y la Torá. La yeshivá fue fundada originalmente en la ciudad de Telz, en Lituania, en 1875, y se convirtió en un centro de educación rabínica. Después de la caída de Lituania ante al Ejército Alemán durante la Segunda Guerra Mundial, muchos estudiantes y profesores huyeron, mientras que otros fueron asesinados. La yeshivá fue establecida después de la Segunda Guerra Mundial en los Estados Unidos, en el municipio de Wickliffe, Ohio, una zona ubicada cerca de Cleveland.

## Historia de la yeshivá

### sigloXIX

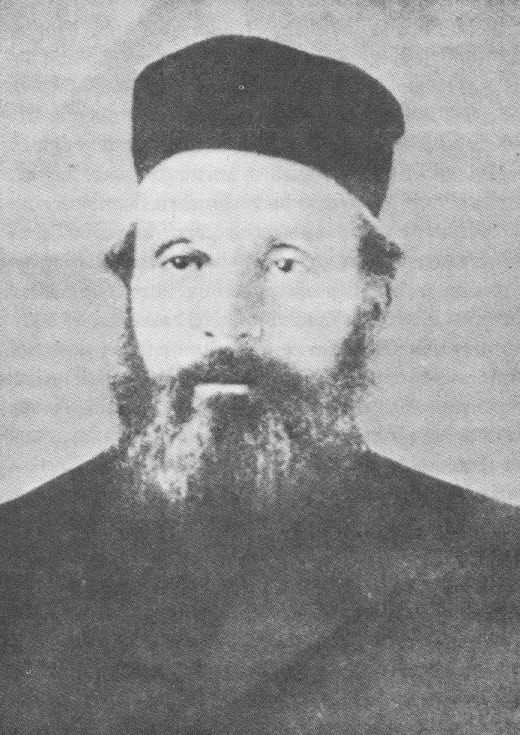
Un retrato del Rabino Eliezer Gordon.

La yeshivá fue fundada en 1875 en la ciudad de Telšiai ("Telshe" en ruso o "Telz" en yidis) para satisfacer las necesidades educativas religiosas de los jóvenes judíos de Telz y las ciudades vecinas. La yeshivá fue fundada por tres importantes rabinos ortodoxos y talmudistas: el Rabino Meir Atlas, más tarde el Rabino de Shavli (nombre en idioma yidis de Šiauliai) y suegro del Rabino Elchonon Wasserman, y del Rabino Chaim Ozer Grodzensky, el Rabino Zvi Yaakov Oppenheim, y más tarde, el Rabino de Kelm, y el Rabino Shlomo Zalman Abel, el cuñado del Rabino Rav Shimon Shkop. Todos estos rabinos recibieron ayuda financiera de un banquero judío de Berlín, el Señor Ovadyah Lachman.
En 1884, el Rabino Eliezer Gordon fue nombrado el rabino principal de Telz y el jefe de la yeshivá. El Rabino Gordon era un brillante talmudista y un experto en la Halajá (la ley judía). En 1884, el Rabino Gordon agregó a su yerno, el Rabino Yosef Leib Bloch, al personal de la yeshivá, y en 1885 agregó al Rabino Shimon Shkop. Tanto el Rabino Bloch, como el Rabino Shkop, fueron innovadores en el campo de la educación judía, cada uno fue pionero en los nuevos métodos de estudio de la Torá y la Biblia hebrea, el Talmud y la Halajá (la ley judía). En 1894 la yeshivá se mudó a un edificio de nueva construcción.

### Inicios delsigloXX

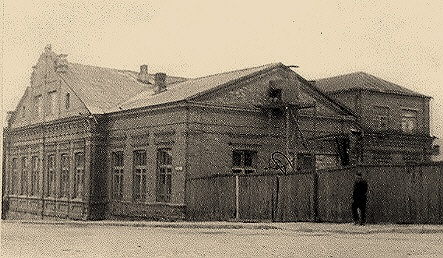
Una antigua fotografía del edificio de la yeshivá.

En 1902, el Rabino Shimon Shkop dejó la yeshivá para ocupar el puesto de rabino en la comunidad judía de Breinsk, en Lituania. En 1905 el Rabino Chaim Rabinowitz se unió a la yeshivá para llenar el vacío dejado por la partida del Rabino Shkop. En 1910, mientras recaudaba fondos para la yeshivá en Londres, el Rabino Gordon sufrió un ataque al corazón y murió. Durante sus 29 años al frente de la yeshivá, una pequeña institución de la ciudad se había convertido en un centro de estudios talmúdicos de fama mundial. Había dejado su huella en la vida de cientos de jóvenes, muchos de los cuales se convirtieron en grandes talmudistas. Entre sus estudiantes estaban: El Rabino Yosef Shlomo Kahaneman, el Rabino Elchonon Wasserman, el Rabino Zvi Pesach Frank, el Rabino Yehezkel Abramsky, y otros que dejaron su huella en la sociedad y en la cultura judía. Después del fallecimiento del Rabino Gordon, su yerno, el Rabino Yosef Leib Bloch, asumió el liderazgo como rabino de la comunidad y como jefe de la yeshivá.

### Años 20
En 1920 el rabino Bloch estableció en Telz escuelas primarias para niños y niñas. Ese mismo año, el Rabino Bloch añadió una escuela preparatoria a la yeshivá. En esa época, la idea de que una yeshivá tuviera su propia escuela preparatoria era novedosa. Hoy en día se ha convertido en una norma aceptada, algo en lo que el Rabino Bloch fue un pionero. La yeshivá también impartía estudios seculares, otra innovación en esa época. En 1924, el gobierno lituano anunció su decisión de acreditar sólo a los colegios rabínicos que contaban con un departamento de estudios seculares. Durante muchos años, la comunidad judía de Lituania no había tenido un sistema educativo estructurado para las adolescentes. El Rabino Bloch sintió que tal institución era necesaria, de manera que en 1927 fue establecido un instituto de educación secundaria para chicas en Telz. La escuela recibió el elogio y el apoyo inmediato de numerosos rabinos y de los líderes de la comunidad judía en Lituania, que vieron el inmenso valor que tenía aquella institución educativa.

### Años 30
En octubre de 1930, el Rabino Yosef Leib Bloch murió, y su segundo hijo mayor, el Rabino Avraham Yitzchak Bloch le sucedió como rabino de la comunidad, y como jefe de la yeshivá. En 1931, se estableció un comité en la yeshivá para el fomento de la educación judía. El objetivo del comité era asegurar que la educación judía tradicional estuviera disponible para el mayor número posible de niños judíos. El comité vio la organización de escuelas en pueblos pequeños donde antes no había habido ningún sistema estructurado de escolarización. Los estudiantes mayores de la yeshivá eran seleccionados para enseñar por períodos de tiempo en estas escuelas, después regresaban para continuar con sus estudios en la yeshivá. Además de proveer a muchas comunidades en general con nuevas opciones educativas, estas escuelas también les dieron a los estudiantes de Telz una oportunidad de desarrollo y crecimiento. En 1933, la yeshivá construyó un nuevo edificio para albergar la mechina ("escuela preparatoria"). Hasta el comienzo de la Segunda Guerra Mundial, la yeshivá continuó ofreciendo una educación judía tradicional a niños y jóvenes de todas las edades. La creación de escuelas fuera de Telz había contribuido a ese objetivo. En 1939, cuando los rusos entraron en Lituania, finalmente cerraron la yeshivá. La mayoría de los estudiantes se dispersaron, y sólo un centenar permanecieron en Telz. El aprendizaje se hizo en grupos de 20 a 25 estudiantes, que estudiaban en una pequeña sinagoga dirigida por el jefe de la yeshivá.

### Años 40
Durante los primeros años de la Segunda Guerra Mundial, el Rabino Elya Meir Bloch y el Rabino Chaim Mordechai Katz, estuvieron en los Estados Unidos de América, en una misión de recaudación de fondos. Cuando estalló la guerra, su única opción para asegurar la longevidad de la yeshivá, fue transferir toda la yeshivá al territorio americano. En octubre de 1940, un grupo de estudiantes encabezado por el Rabino Chaim Stein, escapó de la guerra que asoló Lituania antes de que fuera invadida por los nacionalsocialistas. Este viaje tuvo lugar durante el Shabat judío. Aunque normalmente se prohíbe viajar durante el Shabat, uno debe transgredir esta prohibición, para salvar una vida, y para escapar de un gran peligro.
La yeshivá original, sus familias, y la mayoría de los estudiantes que eligieron quedarse atrás en Europa, fueron asesinados en Lituania por las fuerzas nazis y sus colaboradores lituanos. Mientras escapaban a Rusia, la guerra asolaba Europa del Este, al mismo tiempo, otra guerra estaba teniendo lugar en el Pacífico, en la misma dirección a donde se dirigían los estudiantes guiados por el Rabino Chaim Stein. Los estudiantes lograron un paso seguro a través del ferrocarril transiberiano, hacia el Lejano Oriente. De alguna manera, el grupo había obtenido visados del japonés Chiune Sugihara, sus miembros se convirtieron en beneficiarios de la admirable acción del funcionario nipón, pudieron así salvar sus vidas, por lo que muchas personas en una Europa desgarrada por la guerra, tuvieron la oportunidad de buscar refugio en otras partes del Mundo.
Poco después, los estudiantes viajaron a Australia. Siendo que había algunos estudiantes que eran súbditos británicos en posesión de pasaportes británicos, como el Rabino Shlomo Davis, sus visados fueron otorgados. A su llegada a Australia, fueron recibidos por la pequeña pero vibrante comunidad judía de Brisbane. Mientras planeaban su próximo curso de acción, el grupo de estudiantes se acercó a la población para mejorar la calidad de vida de los judíos australianos. Entre este grupo estaba el Rabino Chaim Stein, que más tarde se convirtió en el jefe de la Yeshivá de Wickliffe, Ohio, el Rabino Shlomo Davis, que ejerció como maestro de los estudiantes, y el Rabino Nosson Meir Wachtfogel, que trabajó en la Yeshivá Beth Medrash Govoha de Lakewood, Nueva Jersey. La comunidad judía local, temiendo que estos eruditos ultra-ortodoxos provocarían un crecimiento del judaísmo ortodoxo, pagó el importe de su viaje a los Estados Unidos. Este grupo llegó a los Estados Unidos a principios de 1941. Una vez reunidos con el jefe de la yeshivá, el Rabino Elya Meir Bloch y el Rabino Chaim Mordechai Katz, se establecieron finalmente en Cleveland, Ohio. La yeshivá se estableció en Cleveland, en casa de Yitzchak y Sarah Feigenbaum el 10 de noviembre de 1941. En Cleveland, la yeshivá fue llamada oficialmente "Colegio Rabínico de Telshe" (en inglés estadounidense: Rabbinical College of Telshe ). El complejo educativo estaba formado por una escuela primaria, una escuela secundaria, y una yeshivá. En los Estados Unidos, la yeshivá de Telshe era dirigida por un cuerpo docente que incluía a los difuntos rabinos Elya Meir Bloch, Chaim Mordechai Katz, Boruch Sorotzkin, Mordechai Gifter, Chaim Stein, Aizik Ausband y Pesach Stein.